# Hochdorf (Biberach)
Pour les articles homonymes, voir Hochdorf.
Hochdorf est une commune de Bade-Wurtemberg (Allemagne), située dans l'arrondissement de Biberach, dans la région Donau-Iller, dans le district de Tübingen.

## Personnalités liées à la ville
- Joannes Baptista Sproll (1870-1949), évêque de Rottenburg né à Schweinhausen.